# Comtat de Hochstaden
El Comtat de Hochstaden era una jurisdicció feudal medieval al Rheinland. Va existir des del segle xi al segle xiii. Després de l'extinció de la línia més vella va continuar una línia més jove resultant de la connexió amb els comtes d'Are (Are-Hochstaden). Després que l'extinció de la línia principal d'Are el comtat va passar a la línia Hochstaden. Finalment l'arquebisbe de Conrad de Hochstaden i el seu germà llegaren la propietat a l'arquebisbat de Colònia.

## Història
L'origen del comtat se situa al castell de Motte Husterknupp al nord-oest de Colònia. Sobre els primers propietaris no se'n coneix gairebé res: el castell va desaparèixer a l'edat mitjana. Les últimes restes foren destruïdes per la mineria de lignit.
Els comtes de Hochstaden tenen el seu origen conegut en Gerard I. Aquest està testificat entre 1074 i 1096. La seva mare procedia possiblement dels Ezzonen. El seu pare es deia segurament també Gerard i era de la família de Wassenberg. Gerard I i el seu pare tenien consideració parcialment de 'prínceps', un estadi que sobrepassava el d'un comtat simple. Sobre l'origen de la seva dona no és conegut res.
Un germà de Gerard I de Hochstaden fou l'arquebisbe de Colònia Hermann III de Hochstaden. Aquesta línia més vella es va extingir amb Gerard II el 1149. La filla Adelaida va portar l'herència de Hochstaden i Wickrath a Otó d'Are († vers 1167). A través d'això la propietat va passar a mans de la família d'Are forman una branca separada coneguda com a Are-Hochstaden. Després de la mort del pare d'Otó, Dieteric I d'Are l'herència es va dividir i van sorgir les línies de Nürburg (Are-Nürburg) i Hochstaden o Are-Hochstaden. Després de la mort d'Otó vers 1267 la seva línia també es va dividir en línia Hochstaden i línia Wickerode (a Wickrath), que es va extingir vers 1331, amb un canonge de la catedral de Colònia de nom Enric (esmentat 1283-1331). La línia Hochstaden es va dividir al seu torn en Hochstaden-Nürburg i Hochstaden-Nuwenaar (comtat de Neuenahr)
Els comtes de Hochstaden es van enfrontar a Frederic III. La línia Hochstaden va rebre després de la mort de Teodoric o Dieteric II, l'últim representant de la línia principal d'Are, la propietat dels seus noms i territoris. A aquesta línia Are-Hochstaden-Nürburg pertanyien l'arquebisbe Conrad i el seu germà Frederic (es menciona 1228-1265); després que els seus nebots Teodoric (Dieteric) i Gerard morissin sense fills (1245 i 1246), els germans llegaven la propietat a l'arquebisbat de Colònia. Hi pertanyien entre altres llocs Neuenahr, Altenahr, Heimbach, Hardthöhe i Nürburg.

## Genealogia

### Línia major o vella
- Gerhard I († vers 1096)
  - Gerard II († vers 1149)
    - Adelaida († abans de 1162) casada amb Otó d'Are († vers 1167)
- Herman III († 21 de novembre de 1099)

### Línia menor o jove
- Adelaida i Otó d'Are
  - Otó II († després de 1208) fundador de la línia Wickrath o Wickerode
  - Lotari Bisbe de Lieja
  - Dieteric († 1194 o 1197) casat amb l'Eticònida Liuitgarda de Dagsburg
    - Lotari I († després de 1215)
      - Lotari II († 1237 o 1242)
        - Dieteric († 1246)
        - Gerard († 1242 o 1245)

      - Conrad († 18 de setembre de 1261) arquebisbe de Colònia
      - Frederic († 1265)
      - Elisabeth casada amb Eberard d'Hengebach
      - Mectilda († després de 1243) casada amb Conrad de Müllenark
      - Margarida († després de 1314) casada amb Adolf IV de Berg

## Línies
|  |  |  |  |                                |                                |                                |                                | Are vers 1100-1130 indivís 1130-1140 | Are vers 1100-1130 indivís 1130-1140 | Are vers 1100-1130 indivís 1130-1140 | Are vers 1100-1130 indivís 1130-1140 | Are vers 1100-1130 indivís 1130-1140 | Are vers 1100-1130 indivís 1130-1140 |  |  |  |  |                                       |                                       |                                       |                                       |                                       |                                       |  |  |  |  |  |  |                                                                                          |                                                                                          |                                                                                          |                                                                                          |                                                                                          |                                                                                          |                          |                          |                      |                      |                      |                      |                     |                     | Hochstaden vers 1000-1149 | Hochstaden vers 1000-1149 | Hochstaden vers 1000-1149 | Hochstaden vers 1000-1149 | Hochstaden vers 1000-1149                  | Hochstaden vers 1000-1149                  |                                            |                                            |                                            |                                            |  |  |  |  |  |  |  |  |  |  |  |  |  |  |
|  |  |  |  |                                |                                |                                |                                | Are vers 1100-1130 indivís 1130-1140 | Are vers 1100-1130 indivís 1130-1140 | Are vers 1100-1130 indivís 1130-1140 | Are vers 1100-1130 indivís 1130-1140 | Are vers 1100-1130 indivís 1130-1140 | Are vers 1100-1130 indivís 1130-1140 |  |  |  |  |                                       |                                       |                                       |                                       |                                       |                                       |  |  |  |  |  |  |                                                                                          |                                                                                          |                                                                                          |                                                                                          |                                                                                          |                                                                                          |                          |                          |                      |                      |                      |                      |                     |                     | Hochstaden vers 1000-1149 | Hochstaden vers 1000-1149 | Hochstaden vers 1000-1149 | Hochstaden vers 1000-1149 | Hochstaden vers 1000-1149                  | Hochstaden vers 1000-1149                  |                                            |                                            |                                            |                                            |  |  |  |  |  |  |  |  |  |  |  |  |  |  |
|  |  |  |  |                                |                                |                                |                                |                                      |                                      |                                      |                                      |                                      |                                      |  |  |  |  |                                       |                                       |                                       |                                       |                                       |                                       |  |  |  |  |  |  |                                                                                          |                                                                                          |                                                                                          |                                                                                          |                                                                                          |                                                                                          |                          |                          |                      |                      |                      |                      |                     |                     |                           |                           |                           |                           |                                            |                                            |                                            |                                            |                                            |                                            |  |  |  |  |  |  |  |  |  |  |  |  |  |  |
|  |  |  |  | Are 1140-1246 --> a Hochstaden | Are 1140-1246 --> a Hochstaden | Are 1140-1246 --> a Hochstaden | Are 1140-1246 --> a Hochstaden | Are 1140-1246 --> a Hochstaden       | Are 1140-1246 --> a Hochstaden       |                                      |                                      |                                      |                                      |  |  |  |  | Nürburg o Are-Nürburg 1140-vers 1170? | Nürburg o Are-Nürburg 1140-vers 1170? | Nürburg o Are-Nürburg 1140-vers 1170? | Nürburg o Are-Nürburg 1140-vers 1170? | Nürburg o Are-Nürburg 1140-vers 1170? | Nürburg o Are-Nürburg 1140-vers 1170? |  |  |  |  |  |  |                                                                                          |                                                                                          | Are-Hochstaden 1149-1167                                                                 | Are-Hochstaden 1149-1167                                                                 | Are-Hochstaden 1149-1167                                                                 | Are-Hochstaden 1149-1167                                                                 | Are-Hochstaden 1149-1167 | Are-Hochstaden 1149-1167 |                      |                      |                      |                      |                     |                     | Are-Hochstaden 1149-1167  | Are-Hochstaden 1149-1167  | Are-Hochstaden 1149-1167  | Are-Hochstaden 1149-1167  | Are-Hochstaden 1149-1167                   | Are-Hochstaden 1149-1167                   |                                            |                                            |                                            |                                            |  |  |  |  |  |  |  |  |  |  |  |  |  |  |
|  |  |  |  | Are 1140-1246 --> a Hochstaden | Are 1140-1246 --> a Hochstaden | Are 1140-1246 --> a Hochstaden | Are 1140-1246 --> a Hochstaden | Are 1140-1246 --> a Hochstaden       | Are 1140-1246 --> a Hochstaden       |                                      |                                      |                                      |                                      |  |  |  |  | Nürburg o Are-Nürburg 1140-vers 1170? | Nürburg o Are-Nürburg 1140-vers 1170? | Nürburg o Are-Nürburg 1140-vers 1170? | Nürburg o Are-Nürburg 1140-vers 1170? | Nürburg o Are-Nürburg 1140-vers 1170? | Nürburg o Are-Nürburg 1140-vers 1170? |  |  |  |  |  |  |                                                                                          |                                                                                          | Are-Hochstaden 1149-1167                                                                 | Are-Hochstaden 1149-1167                                                                 | Are-Hochstaden 1149-1167                                                                 | Are-Hochstaden 1149-1167                                                                 | Are-Hochstaden 1149-1167 | Are-Hochstaden 1149-1167 |                      |                      |                      |                      |                     |                     | Are-Hochstaden 1149-1167  | Are-Hochstaden 1149-1167  | Are-Hochstaden 1149-1167  | Are-Hochstaden 1149-1167  | Are-Hochstaden 1149-1167                   | Are-Hochstaden 1149-1167                   |                                            |                                            |                                            |                                            |  |  |  |  |  |  |  |  |  |  |  |  |  |  |
|  |  |  |  |                                |                                |                                |                                |                                      |                                      |                                      |                                      |                                      |                                      |  |  |  |  |                                       |                                       |                                       |                                       |                                       |                                       |  |  |  |  |  |  |                                                                                          |                                                                                          |                                                                                          |                                                                                          |                                                                                          |                                                                                          |                          |                          |                      |                      |                      |                      |                     |                     |                           |                           |                           |                           |                                            |                                            |                                            |                                            |                                            |                                            |  |  |  |  |  |  |  |  |  |  |  |  |  |  |
|  |  |  |  |                                |                                |                                |                                |                                      |                                      |                                      |                                      |                                      |                                      |  |  |  |  |                                       |                                       |                                       |                                       |                                       |                                       |  |  |  |  |  |  |                                                                                          |                                                                                          |                                                                                          |                                                                                          |                                                                                          |                                                                                          |                          |                          |                      |                      |                      |                      |                     |                     |                           |                           |                           |                           |                                            |                                            |                                            |                                            |                                            |                                            |  |  |  |  |  |  |  |  |  |  |  |  |  |  |
|  |  |  |  |                                |                                |                                |                                |                                      |                                      |                                      |                                      |                                      |                                      |  |  |  |  |                                       |                                       |                                       |                                       |                                       |                                       |  |  |  |  |  |  |                                                                                          |                                                                                          |                                                                                          |                                                                                          |                                                                                          |                                                                                          | Hochstaden 1167-1221     | Hochstaden 1167-1221     | Hochstaden 1167-1221 | Hochstaden 1167-1221 | Hochstaden 1167-1221 | Hochstaden 1167-1221 |                     |                     |                           |                           |                           |                           | Wickerode o Hochstaden-Wickerode 1167-1331 | Wickerode o Hochstaden-Wickerode 1167-1331 | Wickerode o Hochstaden-Wickerode 1167-1331 | Wickerode o Hochstaden-Wickerode 1167-1331 | Wickerode o Hochstaden-Wickerode 1167-1331 | Wickerode o Hochstaden-Wickerode 1167-1331 |  |  |  |  |  |  |  |  |  |  |  |  |  |  |
|  |  |  |  |                                |                                |                                |                                |                                      |                                      |                                      |                                      |                                      |                                      |  |  |  |  |                                       |                                       |                                       |                                       |                                       |                                       |  |  |  |  |  |  |                                                                                          |                                                                                          |                                                                                          |                                                                                          |                                                                                          |                                                                                          | Hochstaden 1167-1221     | Hochstaden 1167-1221     | Hochstaden 1167-1221 | Hochstaden 1167-1221 | Hochstaden 1167-1221 | Hochstaden 1167-1221 |                     |                     |                           |                           |                           |                           | Wickerode o Hochstaden-Wickerode 1167-1331 | Wickerode o Hochstaden-Wickerode 1167-1331 | Wickerode o Hochstaden-Wickerode 1167-1331 | Wickerode o Hochstaden-Wickerode 1167-1331 | Wickerode o Hochstaden-Wickerode 1167-1331 | Wickerode o Hochstaden-Wickerode 1167-1331 |  |  |  |  |  |  |  |  |  |  |  |  |  |  |
|  |  |  |  |                                |                                |                                |                                |                                      |                                      |                                      |                                      |                                      |                                      |  |  |  |  |                                       |                                       |                                       |                                       |                                       |                                       |  |  |  |  |  |  |                                                                                          |                                                                                          |                                                                                          |                                                                                          |                                                                                          |                                                                                          |                          |                          |                      |                      |                      |                      |                     |                     |                           |                           |                           |                           |                                            |                                            |                                            |                                            |                                            |                                            |  |  |  |  |  |  |  |  |  |  |  |  |  |  |
|  |  |  |  |                                |                                |                                |                                |                                      |                                      |                                      |                                      |                                      |                                      |  |  |  |  |                                       |                                       |                                       |                                       |                                       |                                       |  |  |  |  |  |  | Hochstaden-Nürburg 1221-1246 Are-Hochstaden-Nürburg 1246-1261 (cedit al arq. de Colònia) | Hochstaden-Nürburg 1221-1246 Are-Hochstaden-Nürburg 1246-1261 (cedit al arq. de Colònia) | Hochstaden-Nürburg 1221-1246 Are-Hochstaden-Nürburg 1246-1261 (cedit al arq. de Colònia) | Hochstaden-Nürburg 1221-1246 Are-Hochstaden-Nürburg 1246-1261 (cedit al arq. de Colònia) | Hochstaden-Nürburg 1221-1246 Are-Hochstaden-Nürburg 1246-1261 (cedit al arq. de Colònia) | Hochstaden-Nürburg 1221-1246 Are-Hochstaden-Nürburg 1246-1261 (cedit al arq. de Colònia) |                          |                          |                      |                      |                      |                      | Hochstaden-Neuenahr | Hochstaden-Neuenahr | Hochstaden-Neuenahr       | Hochstaden-Neuenahr       | Hochstaden-Neuenahr       | Hochstaden-Neuenahr       |                                            |                                            |                                            |                                            |                                            |                                            |  |  |  |  |  |  |  |  |  |  |  |  |  |  |